# Interview (ostrov)
Interview je jedním z více než pěti set ostrovů v Andamanském souostroví v Bengálském zálivu Indického oceánu. Z administrativního hlediska náleží ostrov Interview do districtu Severní a Střední Andaman indického svazového teritoria Andamany a Nikobary. Správním střediskem districtu je město Mayabunder. Celý ostrov Interview je chráněn jako přírodní rezervace (Interview Island Wildlife Sanctuary) a je považován za jedno z nejkrásnějších a nejzajímavějších míst Andaman a Nikobar.

## Geografie
Interview je největší ze stejnojmenné skupiny ostrovů, ležících při západním pobřeží Severního a Středního Andamanu, oddělených Austenovým průlivem (Austen Strait). 
Ostrov je téměř plochý, nadmořská výška pevniny se pohybuje od 1 do 113 metrů. Jádro ostrova tvoří zalesněná plošina, na jižním konci ostrova se nachází sedm metrů vysoký skalní útes. Na východním pobřeží je pouze jedna malá osada.

## Historie
Ostrov nemá trvalé obyvatelstvo, dočasně zde přebývají pouze ochránci přírody, policisté a příslušníci pobřežní stráže. Podle oficiální statistiky v roce 2001 takto na ostrově žilo 16 osob (v celém okrese Severní a Střední Andaman bylo v roce 2011 registrováno 758 obyvatel). Dne 26. prosince 2004 byl na ostrově zcela zničen místní maják vlnou tsunami, kterou vyvolalo silné zemětřesení v této oblasti Indického oceánu. O rok později však byl maják na ostrově obnoven. Až do roku 2015 byla  na západním pobřeží poblíž majáku trvale obsazená přírodovědná stanice, jejíž personál se zabýval sledováním ptactva na ostrově.

## Ochrana přírody
Ostrov Interview získal status přírodní rezervace v roce 1985 kvůli ochraně místních slonů. Jedná se o slony, kteří zůstali na ostrově a postupně zdivočeli poté, kdy byl v 50. letech 20. století ukončen provoz zdejší firmy, zabývající se těžbou dřeva.
Na ostrově žijí též asijští jeleni druhu axis indický, indické palmové veverky, indické palmové cibetky rodu Paradoxurus a specifický druh andamanských cibetek, divoká prasata a další druhy živočichů. Poblíž sladkovodního zdroje u jeskyně na jihu ostrova je hnízdiště místního druhu rorýsů. Při východním pobřeží se lze setkat s mořskými krokodýly (Crocodylus porosus), kteří jsou jedněmi z největších plazů na světě.

## Dostupnost
Na rozdíl od trvale nepřístupného ostrova Severní Sentinel je návštěva ostrova Interview při splnění určitých podmínek možná. Základní podmínkou je získání příslušného povolení pro jednodenní návštěvu, které vydává Forest Museum v Mayabunderu. Na ostrov neexistuje pravidelné dopravní spojení, doprava je možná pouze malou rybářskou loďkou typu dingi na základě dohody s jejím  majitelem. Plavba z Mayabunderu na ostrov Interview trvá zhruba tři hodiny.